# Урма (Дагестан)
Урма́ — село в Левашинском районе Дагестана.
Образует сельское поселение село Урма как единственный населённый пункт в его составе.

## География
Расположено в 12 км к северо-западу от села Леваши, на реке Нахатар.

## Население
| 1888  | 1895  | 1926  | 1939  | 1959  | 1970  | 1989  |
| ----- | ----- | ----- | ----- | ----- | ----- | ----- |
| 1140  | ↗1250 | ↗1432 | ↘1411 | ↘1286 | ↗1593 | ↗2153 |
| 2002  | 2010  | 2012  | 2013  | 2014  | 2015  | 2016  |
| ↗3283 | ↗3863 | ↗3954 | ↗4031 | ↗4071 | ↗4120 | ↗4186 |
| 2017  | 2018  | 2019  | 2020  | 2021  | 2023  | 2024  |
| ↗4262 | ↗4313 | ↗4359 | ↗4412 | ↗4488 | ↗4541 | ↗4547 |
| 2025  |       |       |       |       |       |       |
| ↗4615 |       |       |       |       |       |       |

В 1886 году в селе проживало 1152 человека.

## История
Аварское поселение Урма возникло в начале VII века, когда Сарир начал формироваться как самостоятельное феодальное государство, границы которого проходили рядом с другим феодальным государством - Филаном, куда относились племена, известные по источникам как бахру-кадарские племена (Губденские).
Как утверждают сами урмийцы, границы владения Филана проходили до места, где стоит в центре села джума-мечеть. Владелец этих земель, благородный амир Филана, продал урмийцам эти земли за быстрого жеребца со звездой на лбу.

## Археология
- Урма-1 — раннепалеолитическое местонахождение (находки чопперов, скребков, отщепов). Тип каменных орудий из Урмы-1  соответствует типу индустрии Центрального Дагестана, известному по группе памятников Акушинской котловины (Айникаб 1, Мухкай, Гегалашур) и свойственен раннему плейстоцену Центрального Дагестана. Место находки южного слона (Archidiskodon meridionalis), жившего на Левашинском плато 1,4—1,1 млн лет назад[25]
- Погребение с инвентарем, относящимся к эпохе средней бронзы с сосудами с выпуклым туловом и раструбным горлом[26]